# Vitol
Vitol est l'une des principales sociétés de trading pétrolier au monde. Fondé en 1966, le groupe Vitol opère dans le monde entier et constitue avec Glencore et Gunvor l’une des trois premières sociétés de courtage de pétrole brut au monde.

## Histoire
En février 2014, Vitol acquiert une raffinerie et 870 stations services de Shell en Australie pour 2,6 milliards de dollars.
En parallèle de ses activités de négoce de pétrole brut et de produits pétroliers, Vitol a fondé en décembre 2011 avec Helios Investment Partners et Shell la société Vivo Energy pour distribuer et commercialiser les carburants et les lubrifiants de la marque Shell en Afrique. En décembre 2016, Shell a annoncé avoir cédé ses parts dans Vivo à ses partenaires .
En mars 2017, OMV annonce la vente de sa filiale turque de distribution Petrol Ofisi, qui possède 1 700 stations essences à Vitol pour 1,37 milliard d'euros. En octobre 2017, Noble Group annonce la vente de ses activités de trading de pétrole en Amérique, à Vitol, pour 580 millions de dollars.
En novembre 2021, Vitol annonce l'acquisition de Vivo Energy, entreprise spécialisée dans la distribution de l'essence en Afrique et dont il détenait déjà 26 %, pour 2,3 milliards de dollars.

## Activité
Avec des revenus de plus de 150 milliards de dollars américains en 2008, la société transporte par voie maritime plus de 200 millions de tonnes de pétrole par an. Vitol opère principalement à Genève, Houston, Singapour et Londres et, outre ses activités de courtage en pétrole brut et produits dérivés, Vitol se développe également sur les marchés du gaz, de l’électricité, des émissions et des biocarburants.
Vitol dispose d’intérêts dans divers terminaux de stockage de pétrole, dans l'exploration et dans la production de projet dans le monde entier. Ce dernier inclut l'actionnariat dans Arawak, dont les centres de production se trouvent en Russie, au Kazakhstan et en Azerbaïdjan, l'actionnariat dans Galoc aux Philippines ainsi que des actifs d'exploration au Congo et au Ghana.
Vitol Terminal group constitue une valeur d'actifs de plus de 1 milliard de dollars et gérera la planification de 6 millions de mètres cubes dans 4 continents d’ici 2010. Les principales villes actuelles dans lesquelles il opère comprennent Amsterdam et Europoort aux Pays-Bas et Ventspils en Lettonie où il détient 49 % des parts du terminal.
Outre des bureaux à Dubaï et au royaume de Bahreïn, le principal actif stratégique de Vitol au Moyen-Orient constitue la Société Limitée de Raffinerie Fujairah (FRCL), qui gère le raffinage de 82 000 barils par jour et un parc de stockage de 461 000 mètres cubes. FRCL a mis sur pied des plans de développement majeurs, qui incluent une extension du parc de stockage de 103 000 mètres cubes, la rénovation des unités d’épuration existantes et l'installation d'unités de traitement supplémentaires.
En mars 2025, le groupe énergétique Vitol a conclu un accord avec la société italienne ENI pour l'acquisition de participations dans plusieurs projets pétroliers et gaziers en Afrique, notamment en Côte d'Ivoire et en République du Congo.
En Côte d'Ivoire, Vitol prendra une participation de 30 % dans le projet Baleine, le plus grand champ pétrolier en développement du pays, actuellement détenu à 77,25 % par ENI.Au Congo, Vitol acquerra également une participation de 25 % dans le projet Congo LNG, un projet d’exportation de gaz naturel liquéfié, détenu à 65 % par ENI. Le montant total de la transaction s'élève à environ 1,65 milliard de dollars américains.

## Organisation

Ian Taylor, directeur de 1995 à 2018, au repas de Noël de Vitol (2010).

Les sièges sociaux de Vitol sont situés à Rotterdam, aux Pays-Bas ainsi qu’à Genève, en Suisse.
Vitol est une société indépendante, dont les salariés font partie des actionnaires, un modèle qui favorise la loyauté et les relations à long terme avec les clients.

## Polémiques

### Affaire pétrole contre nourriture
Poursuivie dans l'affaire Pétrole contre nourriture, la société Vitol a été condamnée en 2007 aux États-Unis à payer 17,5 millions de dollars. Plaidant coupable, Vitol s'est alors engagée à verser 13 millions de dollars à un fonds de développement onusien pour l'Irak. Dans la même affaire, Vitol est condamnée en appel en février 2016, à Paris, à une amende de 300 000 euros.

### Affaire du diesel soufré dit «qualité africaine»
En septembre 2016 une enquête de l'ONG Public Eye révèle que Vitol profite des normes en vigueur dans certains pays d'Afrique pour y écouler depuis 30 ans du carburant toxique, à haute teneur en soufre notamment: « les carburants écoulés en Afrique ont une teneur en soufre entre 200 et 1 000 fois plus élevée qu’en Europe, mettant gravement en péril la santé de populations exposées aux particules fines et à d’autres substances chimiques cancérigènes. »
Ce carburant toxique provient de l'ajout au carburant, par l'entreprise, de substances toxiques très bon marché, ce qui lui permet d'augmenter ses gains. Ces mélanges ont lieu à Rotterdam, Anvers ou Amsterdam, voire en mer à proximité des ports africains.
Vitol, qui ne publie pas ses comptes annuels, distribue ses carburants dans seize pays d'Afrique

### Sanction pour manipulation sur le marché de gros de l'énergie en France
En octobre 2018, Le CoRDiS, comité de règlement des différends et des sanctions de la Commission de régulation de l'énergie, a sanctionné la société VITOL S.A. à hauteur de 5 millions d’euros pour manipulation de marchés sur un marché de gros de l’énergie (PEG Sud) en méconnaissance de la réglementation Européenne dite REMIT concernant l’intégrité et la transparence du marché de gros de l’énergie. Cette sanction a été confirmée par le Conseil d'Etat le 18/06/2021 à la suite de l'appel de la société VITOL.

### Sanctions pour corruption en Amérique latine
Vitol a reconnu avoir versé des pots-de-vin dans trois pays d’Amérique latine (Brésil, Équateur et Mexique) entre 2005 et 2020. En 2020, Vitol a conclu un accord avec la justice américaine (Département de la Justice des États-Unis et Commodity Futures Trading Commission) et versé 163 millions de dollars pour que ces affaires soient classées,.